# Francesco Barberino Benici
Francesco Barberino Benici (Licata, 3 dicembre 1642 – Palermo, 26 settembre 1702) è stato un presbitero e matematico italiano.
Fu fra i primi divulgatori della matematica a uso di negozianti, insieme a Elia del Re, Cristoforo Clavio e  Domenico Griminelli.

## Opere
- L'aritmetica prattica, Palermo, Ignazio Calatro, 1697.